# Golan Telecom
Golan Telecom est un opérateur de télécommunications israéliens, il est le cinquième opérateur mobile en Israël créée par Michaël Golan et appartenant aux groupes Golan International, Cellcom Israel Ltd. et Cellcom Communication S.M. 

## Histoire
Golan Telecom a été fondé en 2011 par Michael Boukobza.
Xavier Niel était actionnaire, il a revendu ses parts en 2016.
En février 2020, Cellcom Israel annonce l'acquisition de Golan Telecom pour l'équivalent de 172 millions d'euros, après une première tentative en 2016.